# نيويورك بوست
نيويورك بوست (بالإنجليزية: New York Post) هي الصحيفة الثالثة عشرة الأقدم في الولايات المتحدة الأمريكية وهي تعد أقدم صحيفة استمرت في الصدور يومياً منذ تأسيسها. وتعود ملكية الصحيفة منذ العام 1993 لشركة نيوز كوربوريشن التي يملكها روبرت مردوخ والوليد بن طلال.
وهي سادس أكبر صحيفة في أمريكا من ناحية التوزيع والنسخ المطبوعة.

## تاريخ
تأسست صحيفة نيويورك بوست عام 1801 وكانت تعرف بداية ياسم "نيويورك إيفنينج بوست"، وقام بتأسيسها ألكساندر هاميلتون, برأس مال بلغ مقداره 10,000 دولار أمريكي كان قد حصل عليه من مجموعة من المستثمرين وكان ذلك في خريف عام 1801. وكان السيد ويليام كولمان أول محرر للصحيفة، إلا أن أشهر محرر عمل في الصحيفة وتسلم رئاسة التحرير في القرن التاسع عشر هو ويليام كولين برايانت، حيث توسعت شهرة الصحيفة في عهده وزادت مبيعاتها وامتدحها الفيلسوف الإنجليزي جون ستيوارت ميل عام 1864م.
قام رجل الإعلام الشهير روبرت مردوخ بشراء الصحيفة عام 1976 بمبلغ 30 مليون دولار أمريكي.

## الانتقادات
تعرضت النيويورك بوست للانتقادات بعدما استحوذ روبرت مردوخ عليها لاستخدامها لنمط الصحافة الإثارية والعناوين اللافتة وتحيزها لليمين المحافظ. وتناقلت تقارير صحفية عام 2017 أنه نيويورك بوست كانت الصحيفة المفضلة للرئيس الأمريكي دونالد ترامب، حيث أن ترامب كان على علاقة جيدة مع مالكها روبرت مردوخ.
تنتقد القناة في بعض الأوساط لإستهدافها للمسلمين والتهجم عليهم. كما أثارت تغطية الصحيفة لجريمة قتل المطور العقاري اليهودي الحاسيديمي ميناشيم ستارك غضب زعماء الأقلية اليهودية والشخصيات العامة بنيويورك.

## وصلات خارجية
- نيويورك بوست على موقع الموسوعة البريطانية (الإنجليزية)
- نيويورك بوست على موقع الموسوعة البريطانية (الإنجليزية)
- نيويورك بوست على موقع روتن توميتوز (الإنجليزية)

- الموقع الرسمي للصحيفة (بالإنجليزية)